# Cylicodiscus gabunensis
Cylicodiscus gabunensis ist ein Baum in der Familie der Hülsenfrüchtler aus der Unterfamilie der Mimosengewächse. Er kommt vom zentralen bis westlichen Afrika vor, vom Kongo bis zur Elfenbeinküste. Es ist die einzige Art der Gattung Cylicodiscus.

## Beschreibung
Cylicodiscus gabunensis wächst als sehr großer, halb- bis immergrüner Baum bis zu 60 Meter hoch. Der Stammdurchmesser erreicht 1,5–3 Meter. Es werden Wurzelanläufe ausgebildet und nur manchmal kleinere Brettwurzeln oder es sind Riffelung vorhanden. Die bräunliche bis gräuliche Borke ist grob, schuppig und blättert mit kleinen Platten ab. Bei jungen Exemplaren ist der Stamm mit kurzen Dornen bewehrt.
Die wechselständigen, kurz gestielten Laubblätter sind doppelt gefiedert mit 2–4 Fiedern mit jeweils 5–10 kurz gestielten, meist wechselständigen und kahlen Blättchen. Der Blattstiel mit einer Drüse an der Spitze ist bis 2 Zentimeter lang, die kurzen Blättchenstiele 2–3 Millimeter. Die eiförmigen bis elliptischen Blättchen sind 5–10 Zentimeter lang, bis 5 Zentimeter breit, ganzrandig und spitz bis zugespitzt. Die jungen Blätter sind rötlich. Die Nebenblätter fehlen meist.
Es werden end- oder achselständige, behaarte und vielblütige, ährenförmige, traubig-rispige Blütenstände gebildet. Die zwittrigen, fast sitzenden und sehr kleinen Blüten sind fünfzählig mit doppelter Blütenhülle. Der kleine, leicht rötliche, außen leicht behaarte, becherförmige, 1,5 Millimeter lange Kelch ist minimal gezähnt. Die freien, klappigen Petalen sind weißlich bis gelblich und bis 3 Millimeter lang. Es sind 10 freie, vorstehende Staubblätter vorhanden. Der gestielte, längliche Fruchtknoten ist mittelständig mit einem schlanken Griffel. Es ist ein Diskus vorhanden.
Es werden bis 60–90 Zentimeter lange und 4,5–5 Zentimeter breite, vielsamige und einseitig öffnende, rot-braune, etwas schuppige, ledrige Hülsenfrüchte gebildet. Die geflügelten, flachen und länglichen Samen sind mit dem kurzen Flügel rundum bis 7,5 Zentimeter lang.

## Taxonomie
Die Erstbeschreibung der Gattung Cylicodiscus und der Art Cylicodiscus gabunensis erfolgte 1897 durch Hermann August Theodor Harms in H.G.A.Engler & K.A.E.Prantl, Nat. Pflanzenfam., Nachtr. 1: 192.

## Verwendung
Das harte, schwere und sehr beständige Holz ist begehrt, es ist bekannt als Okan oder African greenheart, Afrikanisches Grünherzholz. Es wird als Ersatz für Grünherzholz verwendet.